# Municipio de Latty
El municipio de Latty (en inglés: Latty Township) es un municipio ubicado en el condado de Paulding en el estado estadounidense de Ohio. En el año 2010 tenía una población de 1017 habitantes y una densidad poblacional de 10,78 personas por km².

## Geografía
El municipio de Latty se encuentra ubicado en las coordenadas 41°2′1″N 84°30′54″O / 41.03361, -84.51500. Según la Oficina del Censo de los Estados Unidos, el municipio tiene una superficie total de 94.31 km², de la cual 94,31 km² corresponden a tierra firme y (0 %) 0 km² es agua.

## Demografía
Según el censo de 2010, había 1017 personas residiendo en el municipio de Latty. La densidad de población era de 10,78 hab./km². De los 1017 habitantes, el municipio de Latty estaba compuesto por el 97,54 % blancos, el 0,29 % eran afroamericanos, el 0,1 % eran amerindios, el 0,79 % eran de otras razas y el 1,28 % eran de una mezcla de razas. Del total de la población el 1,38 % eran hispanos o latinos de cualquier raza.